# Brontosaurus excelsus
A Brontosaurus excelsus a hüllők (Reptilia) osztályának dinoszauruszok csoportjába, ezen belül a hüllőmedencéjűek (Saurischia) rendjébe, a Sauropodomorpha alrendjébe, a Sauropoda alrendágába és a Diplodocidae családjába tartozó faj.
A Brontosaurus dinoszaurusznem típusfaja.

## Tudnivalók
Ezt az állatot legelőször 1879-ben, Othniel Charles Marsh amerikai paleontológus írta le, illetve nevezte meg. Számos példányt, köztük a YPM 1980 raktárszámú holotípust is ennek a fajnak tulajdonították. Korábban a chicagói Field Természetrajzi Múzeumban (Field Museum of Natural History) felállított FMNH P25112 példányt is B. excelsusnak vélték, azonban az újabb vizsgálatok szerint egy még meg nem nevezett Apatosaurinae-fajnak egy példánya. A korábban Brontosaurus amplus-ként leírt taxon, melyet néha Brontosaurus parvusnak vélnek, valójában azonos a B. excelsusszal. Manapság ebből a fajból csak két példány van pontosan azonosítva, a típuspéldány és a már szinonima B. amplus típuspéldánya. Becslések szerint ez a dinoszauruszfaj 22 méter hosszú és 15 tonnás lehetett. Mindkét példány a wyomingi Albany megyéből származik; kövületeiket a Morrison Formation Brushy Basin-hoz tartozó Reed’s Quarry 10-ben találták meg. Ez a faj a késő jura kor idején élt, körülbelül 152 millió évvel ezelőtt.

## Képek

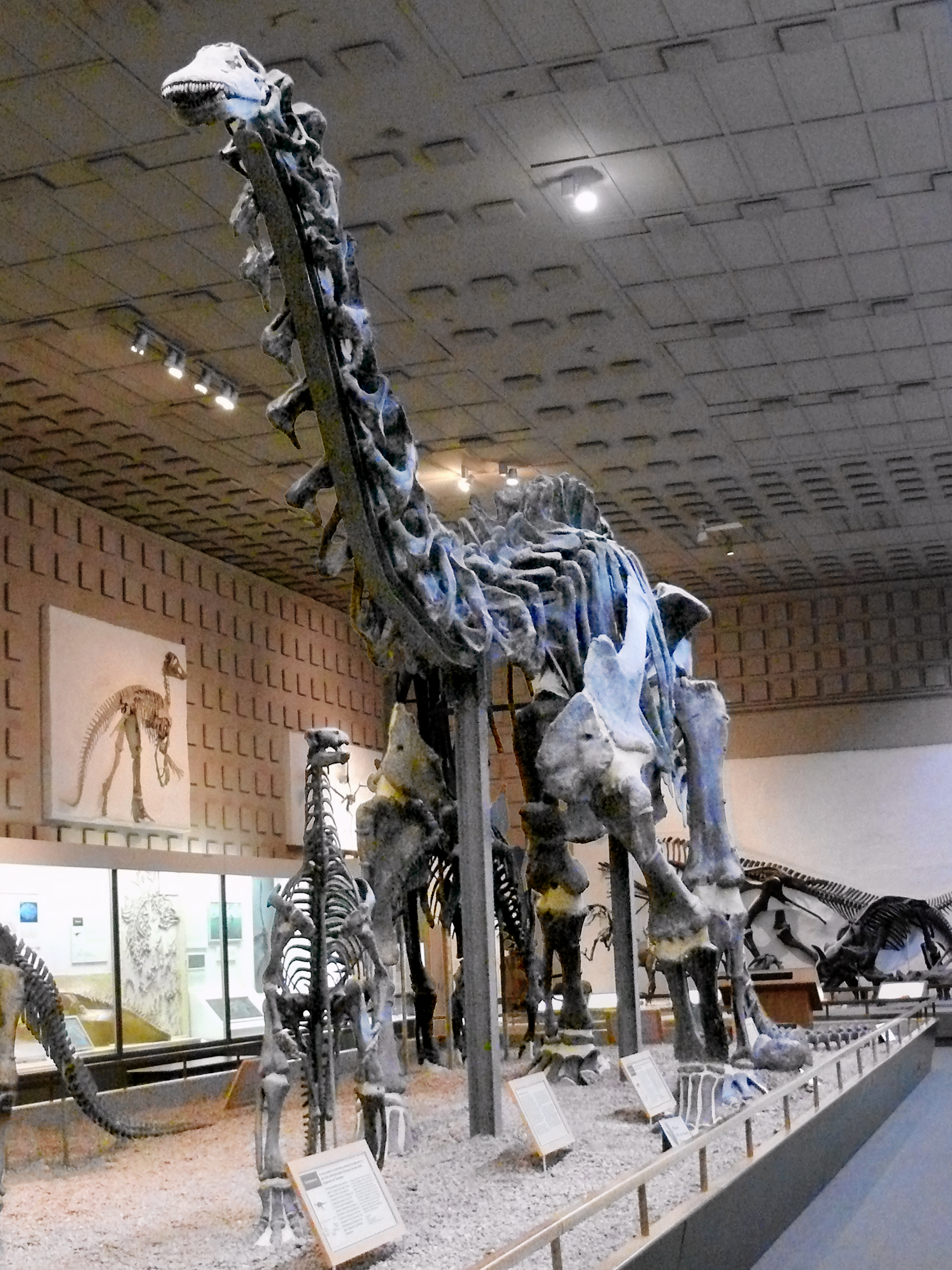
A korábban Apatosaurusnak vélt B. excelsus összerakott csontváza
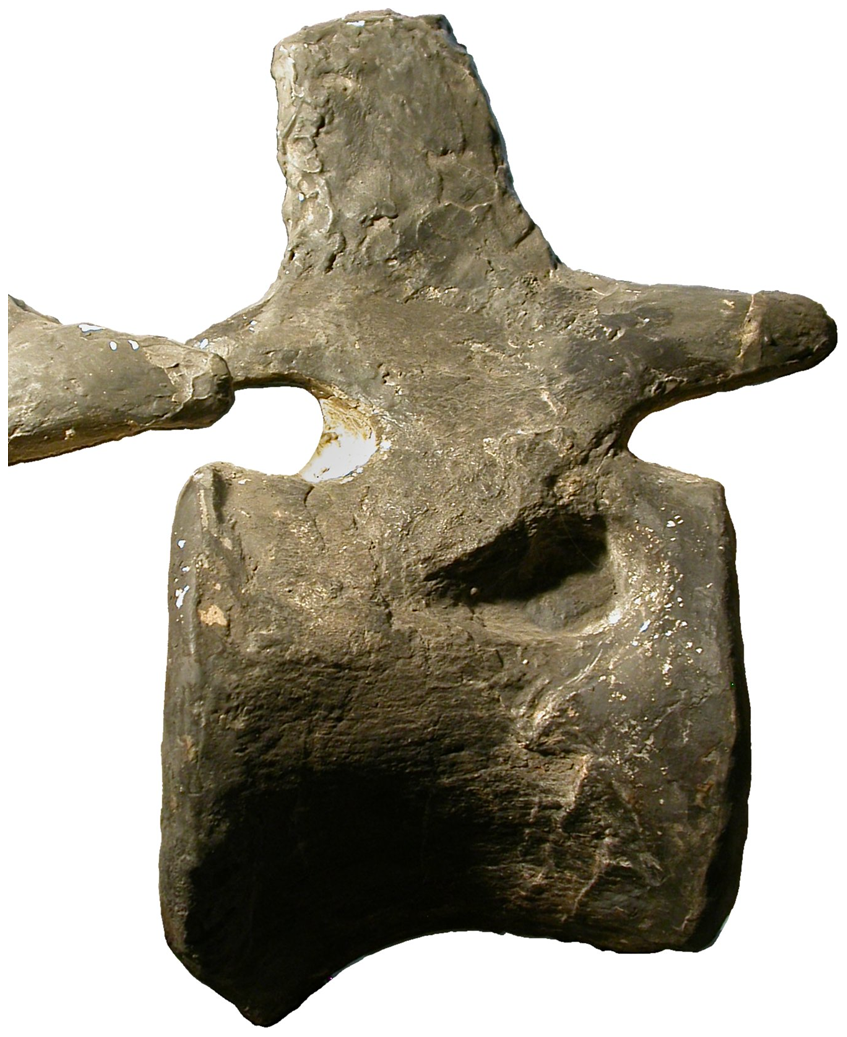
Egy farokcsigolya
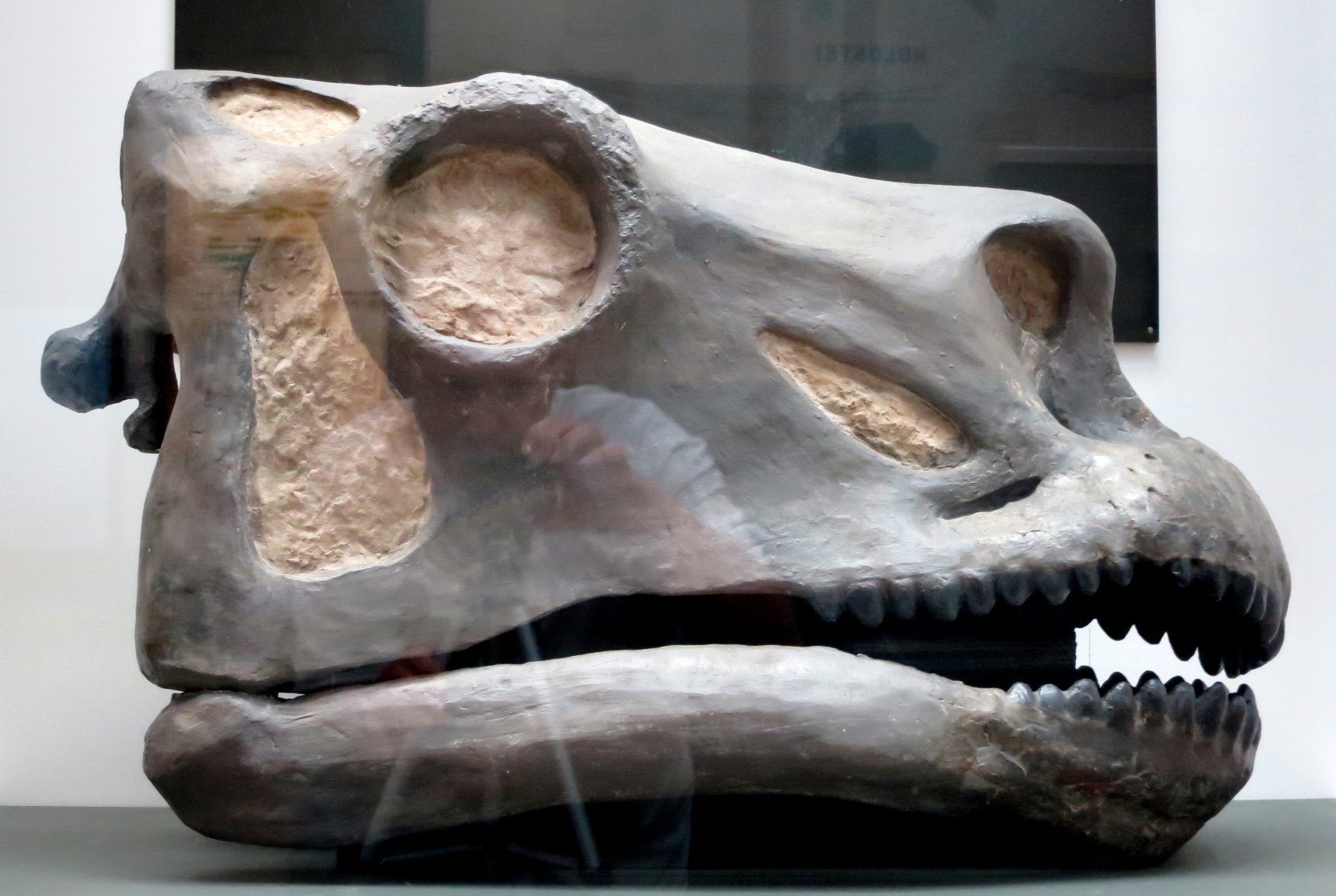
Szobor a koponyáról
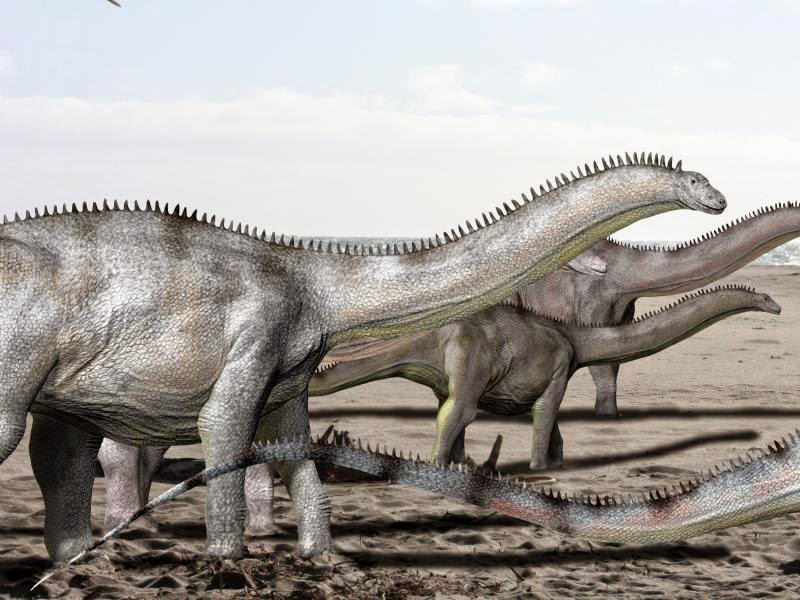
Elképzelt Brontosaurus rekonstrukció

## Fordítás
- Ez a szócikk részben vagy egészben  a   Brontosaurus című angol Wikipédia-szócikk ezen változatának fordításán alapul.  Az eredeti cikk szerkesztőit annak laptörténete sorolja fel. Ez a jelzés csupán a megfogalmazás eredetét és a szerzői jogokat jelzi, nem szolgál a cikkben szereplő információk forrásmegjelöléseként.